# اکیهرب
اکی هرب به انگلیسی : (Echeherb)، دارویی گیاهی است که به عنوان تقویت کنندهٔ سیستم ایمنی بدن به کار برده می‌شود.
رده درمانی: تقویت کننده سیستم ایمنی .
اشکال دارویی: قرص روکش دار.
مکانیسم اثر: گیاهی

## موارد مصرف
جهت افزایش ایمنی بدن، به منظور پیشگیری از ابتلا به عفونت‌های شایع (مثل سرما خوردگی‌های مکرر و.....)و به طور کلی در مواردی که تقویت سیستم ایمنی بدن مد نظر قرار دارد.
منبع دیگر: اکی هرب به عنوان تقویت کنندهٔ قدرت دفاعی بدن در برابر عفونتهای میکروبی و ویروسی بویژه عفونتهای مجاری تنفسی، عفونتهای ادراری و همچنین در سرماخوردگی، تقویت سیستم ایمنی بدن در موقع انجام ورزشهای سنگین و خستگیهای مفرط به کار برده می‌شود.

## طریقه مصرف
- در بالغین : روزی ۳ بار و هر بار یک قرص.
- در کودکان : روزی ۳ بار و هر بار یک سوم تا نصف قرص.

## ترکیبات
- شیرابه خشک اندام هوایی [شیرابه خشک شده اندام هوایی گیاه بابونه به میزان ۱۹٪ (در هر قرص حدود ۱۱۴ میلی گرم شیرابه خشک شده وجود دارد)].
- سرخار گل

برخی منابع: داروی «اکی هرب» از گیاه اکیناسه پورپورا Echinacea purpurea ساخته می‌شود .

## موارد منع مصرف
داروی اکی هرب در موارد سل، کلاژنوزیس، لکوزیس، بیماری MS، ایدز و عفونت HIV و همینطور در اختلالات اتوایمیون، منع مصرف دارد.
در حاملگی، شیردهی و کودکان زیر ۲ سال نیز، باید با احتیاط از این دارو استفاده کرد.
مصرف این دارو، به صورت ممتد، بیش از ۸ هفته توصیه نمی‌شود.

## عوارض جانبی
گاهی مصرف اکی هرب در افراد حساس به تیرهٔ کاسنی (کاسنی‌سانان) عوارض آلرژیک بروز می‌کند.